# 시모자토정
시모자토정(下里町)은 와카야마현 히가시무로군에 있던 정이다. 현재의 나치카쓰우라정 남쪽끝에 해당한다.

## 역사
- 1889년 4월 1일 - 정촌제 시행에 의해 4촌의 구역을 가지고 시모자토촌이 성립하였다.
- 1925년 4월 1일 - 정으로 승격해 시모자토정이 되었다.
- 1960년 1월 11일 - 나치카쓰우라정에 편입해, 동일 시모자토정은 폐지되었다.

## 교통

### 철도
- 일본국유철도
  - 기세이 서선 (현 기세이 본선)

### 도로
- 국도 제42호선

## 참고문헌
- 角川日本地名大辞典 30 和歌山県